# Hakha Stadium
Das Hakha Stadium ist ein Fußballstadion in Hakha, der Hauptstadt des Chin-Staates. Es wird als Heimspielstätte des Fußballvereins Chin United genutzt. Die Anlage hat eine Kapazität von 10.000 Personen. 